# Kristin Dattilo
Kristin Dattilo (Kankakee (Illinois), 30 november 1970) is een Amerikaanse actrice.

## Biografie
Dattilo is van Amerikaans-Italiaanse afkomst. Na de scheiding van haar ouders in 1974, verhuisde ze met haar moeder en twee broers naar West Palm Beach Florida. Een aantal jaren later verhuisde ze naar Beverly Hills. Een van haar broers is de acteur Bryan.
Dattilo begon in 1989 met acteren in de televisieserie TV 101. Hierna heeft ze nog meerdere rollen gespeeld in televisieseries en films, zoals Beverly Hills, 90210 (1991), Intolerable Cruelty (2003), The Chris Isaak Show (2001-2004) en Dexter (2008). Toen de televisieserie Beverly Hills, 90210 opgestart werd, werd Dattilo gevraagd voor de rol van Brenda Walsh. Zij heeft deze rol afgewezen, maar later heeft ze alsnog een gastrol gespeeld in deze serie.
Dattillo trouwde in 2005 met scriptschrijver Jason Keller, zij hebben twee dochters.

## Filmografie

### Films
Uitgezonderd korte films.
- 2019 El Coyote - als Sophie Spencer
- 2016 How To Get Rid Of A Body (and still be friends) - als Maddie Harmon
- 2014 Audrey - als Joanne
- 2009 The Amazing Mrs. Novak – als Goldie
- 2008 To Love and Die – als Nancy
- 2006 Drive/II – als ??
- 2003 Intolerable Cruelty – als jonge vrouw van Rex
- 2003 Coronado – als Claire Winslow
- 2001 Love & Support – als Elaine
- 1998 Some Girl – als Suzanne
- 1997 Just Write – als toeriste
- 1996 Infinity – als Joan Feynman
- 1996 Power 98 – als Betsy
- 1995 If Someone Had Known – als Sharon Liner
- 1995 Two Guys Talkin' About Girls – als Angel
- 1992 Final Judgement – als Paula
- 1992 Cruel Doubt – als studente
- 1991 Pyrates – als Pia
- 1991 Child of Darkness, Child of Light – als Kathleen Beavier
- 1990 Mirror, Mirror – als Nikki Chandler
- 1990 The Legend of Grizzly Adams – als Kimberly

### Televisieseries
Uitgezonderd eenmalige gastrollen.
- 2009 Southland – als Karen Campbell – 2 afl.
- 2008 Dexter – als Barbara Gianna – 9 afl.
- 2004 Grounded for Life – als Hope – 4 afl.
- 2001 – 2004 The Chris Isaak Show – als Yola Gaylen – 46 afl.
- 2004 Commando Nanny – als Lizzie Winter – ? afl.
- 1997 Hitz – als Angela – 10 afl.
- 1996 Local Heroes – als Bonnie – 7 afl.
- 1995 The Office – als Deborah Beaumont – 6 afl.
- 1990 Hull High – als D.J. – 8 afl.
- 1989 TV 101 – als Allison en Venus – 2 afl.

- Bibliothèque nationale de France: cb141692612 (data)
- International Standard Name Identifier: 0000 0001 1948 404X
- Library of Congress Control Number: no2010152405
- Nederlandse Thesaurus van Auteursnamen: 258236965
- Virtual International Authority File: 34666930
- WorldCat: E39PBJwRXrdrTbRQvCPybD7fv3